# Pleuranthodium
Genre
Classification APG III (2009)
Pleuranthodium est un genre de plantes de la famille des Zingiberaceae originaire de l'est de la Malaisie jusqu'au nord de l'Australie.

## Liste d'espèces
Selon World Checklist of Selected Plant Families (WCSP) (21 juil. 2010) :
- Pleuranthodium biligulatum (Valeton) R.M.Sm. (1991)
- Pleuranthodium branderhorstii (Valeton) R.M.Sm. (1991)
- Pleuranthodium comptum (K.Schum.) R.M.Sm. (1991)
- Pleuranthodium floccosum (Valeton) R.M.Sm. (1991)
- Pleuranthodium floribundum (K.Schum.) R.M.Sm. (1991)
- Pleuranthodium gjellerupii (Valeton) R.M.Sm. (1991)
- Pleuranthodium hellwigii (K.Schum.) R.M.Sm. (1991)
- Pleuranthodium iboense (Valeton) R.M.Sm. (1991)
- Pleuranthodium macropycnanthum (Valeton) R.M.Sm. (1991)
- Pleuranthodium neragaimae (Gilli) R.M.Sm. (1991)
- Pleuranthodium papilionaceum (K.Schum.) R.M.Sm. (1991)
- Pleuranthodium pedicellatum (Valeton) R.M.Sm. (1991)
- Pleuranthodium peekelii (Valeton) R.M.Sm. (1991)
- Pleuranthodium pelecystylum (K.Schum.) R.M.Sm. (1991)
- Pleuranthodium piundaundensis (P.Royen) R.M.Sm. (1991)
- Pleuranthodium platynema (K.Schum.) R.M.Sm. (1991)
- Pleuranthodium pterocarpum (K.Schum.) R.M.Sm. (1991)
- Pleuranthodium racemigerum (F.Muell.) R.M.Sm. (1991)
- Pleuranthodium roemeri (Valeton) R.M.Sm. (1991)
- Pleuranthodium schlechteri (K.Schum.) R.M.Sm. (1991)
- Pleuranthodium scyphonema (K.Schum.) R.M.Sm. (1991)
- Pleuranthodium tephrochlamys (K.Schum. & Lauterb.) R.M.Sm. (1991)
- Pleuranthodium trichocalyx (Valeton) R.M.Sm. (1991)

Selon NCBI (21 juil. 2010) :
- Pleuranthodium floccosum
- Pleuranthodium floribundum
- Pleuranthodium cf. gjellerupii C8470
- Pleuranthodium hellwigii
- Pleuranthodium papilionaceum
- Pleuranthodium schlechteri
- Pleuranthodium trichocalyx